# Drypetes ellisii
Drypetes ellisii là một loài thực vật có hoa trong họ Putranjivaceae. Loài này được S.P.Mathew & Chakrab. mô tả khoa học đầu tiên năm 1990.